# Liste der Kulturdenkmäler in Franzenheim
In der Liste der Kulturdenkmäler in Franzenheim sind alle Kulturdenkmäler der rheinland-pfälzischen Ortsgemeinde Franzenheim aufgeführt. Grundlage ist die Denkmalliste des Landes Rheinland-Pfalz (Stand: 8. Februar 2023).

## Einzeldenkmäler
| Bezeichnung                        | Lage                                | Baujahr                   | Beschreibung                                                                       | Bild                           |
| ---------------------------------- | ----------------------------------- | ------------------------- | ---------------------------------------------------------------------------------- | ------------------------------ |
| Katholische Filialkirche St. Josef | Trierer Straße 31 Lage              | 1849                      | klassizistischer Saalbau, 1849, Architekt Johann Baptist Bingler, Erweiterung 1960 | weitere Bilder Fotos hochladen |
| Wegekreuz                          | nordwestlich des Ortes Lage         | frühes 19. Jahrhundert    | Nischenkreuz, Kruzifix in Steinnische, frühes 19. Jahrhundert                      | Fotos hochladen                |
| Wegekreuz                          | östlich des Ortes an der L 139 Lage | 1889                      | neugotisches Pfeilerkreuz, bezeichnet 1889                                         | Fotos hochladen                |
| Wegekreuz                          | östlich des Ortes Lage              | Ende des 19. Jahrhunderts | neugotisches Pfeilerkreuz, Ende des 19. Jahrhunderts                               | Fotos hochladen                |